# Горяни Сірого Краю
Горяни Сірого краю (також дунгаці та дунландці) — у легендаріумі Дж. Р. Р. Толкіна народ, що мешкав на землях розташованих між річкою Гватло (Сірий Потік) та Імлистими горами.
Один з корінних народів, які населяли цю частину Середзем'я в Першу та Другу Епохи (їхніми родичами були Клятвопорушники з долин Білих гір та люди Лісу Друадан). Ось як описує їх автор: «Це були скритні люди, дунаданів вони не жалували, а рогірримів просто ненавиділи. Їхня мова у цій книзі не зустрічається. Дунгарами називали їх роггірими. Роганське „Дун“ не пов'язане з синдарським „Дун“ — захід».
У Другу Епоху нуменорці, що приплили до Еріадору, зустріли там численні народи, котрими правили слуги Моргота. Серед них були і предки дунгарців, які мешкали в лісах, що на той час вкривали більшу частину краю (залишки цих лісів збереглись тільки у вигляді Пралісу на схід від Ширу, лісів у Білих горах  та  Фангорну між Роганом та Імлистими горами). Нуменорці дали їм назву гватлорім за назвою річки Гватло. Народ цей ненавидів нуменорців, оскільки ті захоплювали їх землю і вирубували ліси на будівництво кораблів  та дрова.
Після падіння Нуменора приморські землі від річки Гватло до річки Ізен були заселені гондорцями і отримали назву Енедвайт. Корінне населення було витіснене на північний схід до Імлистих гір у землі, що отримали назву Сірого краю або Дунланду. 
Найбільшими ворогами дунландці вважали роггіримів, що заселили рівнини які їм колись належали. Прикордонні сутички між ними відбувались постійно.
У 2758 р. Третьої Епохи вигнанець з Рогану Вульф, що став вождем, зібрав дунландців і повів їх проти короля Гельма Молоторукого, захопив Едорас, однак уже через рік він загинув і загарбники були витіснені з Рогану.
Під час Війни Персня дунгарці воювали на боці Сарумана проти Рогану, брали участь у битві при Хорнбурзі. Після його поразки рогіррими уклали з ними мир та відпустили за річку Ізен.